# Rosa Grünstein

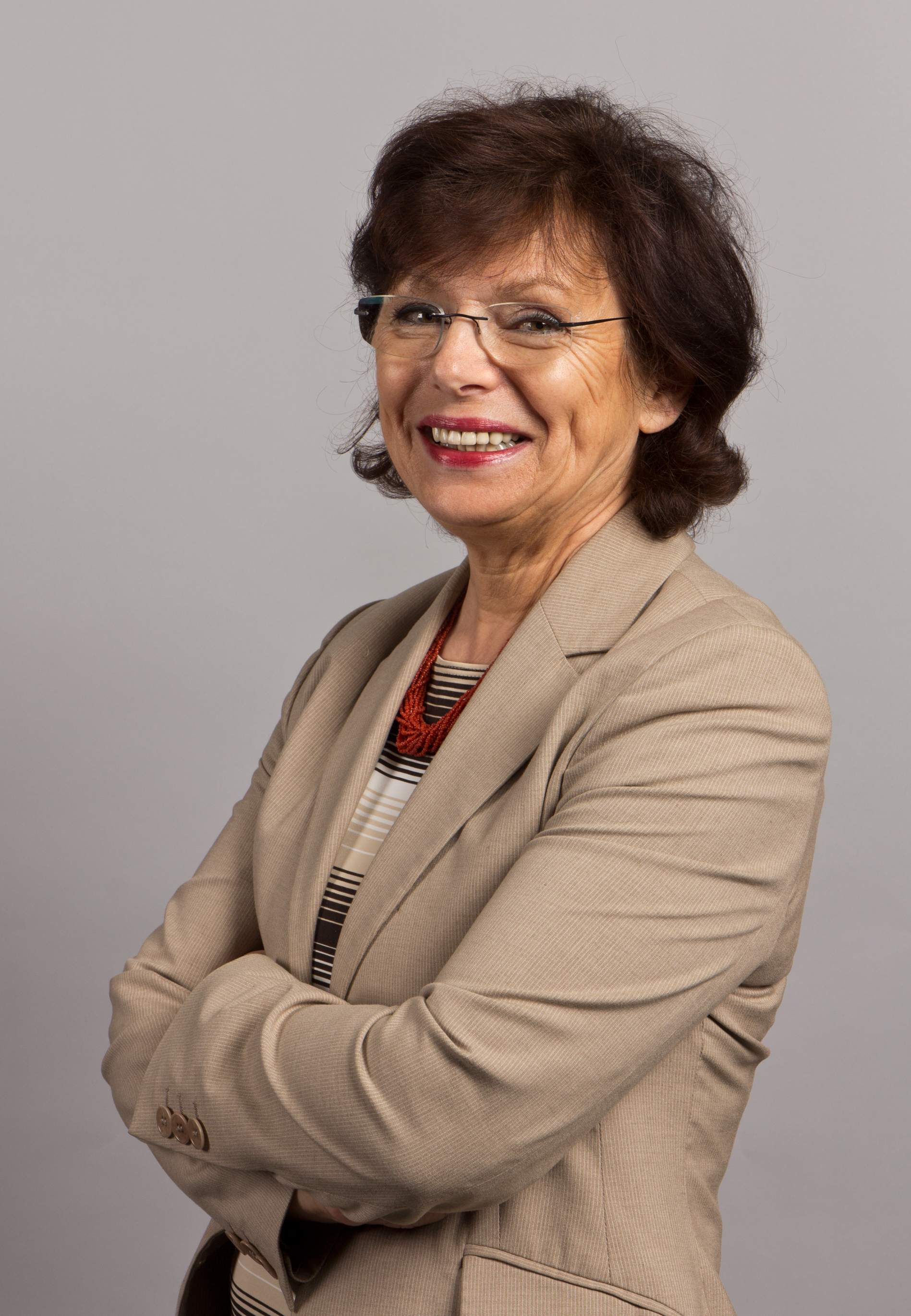
Rosa Grünstein

Rosa Grünstein (* 24. August 1948 in Berlin) ist eine deutsche Politikerin der SPD. Sie war von 2000 bis 2016 Mitglied im Landtag von Baden-Württemberg.

## Ausbildung und Beruf
Nach dem Schulbesuch in Berlin, Evangelische Schule Charlottenburg, und am neusprachlichen Mädchengymnasium in Weiden in der Oberpfalz wurde Rosa Grünstein Mitarbeiterin beim Arbeitsamt in Schwandorf. Später war sie an der Universität Kaiserslautern im Fachbereich Biologie tätig. Ab 1985 arbeitete sie als selbständige Immobilienkauffrau in Sandhausen.

## Politische Tätigkeit
Rosa Grünstein wurde 1970 Mitglied der SPD. Von 1979 bis 1983 war sie Stadt- und Samtgemeinderätin in Dransfeld in Niedersachsen. Von 1989 bis 1998 war sie Vorsitzende der Arbeitsgemeinschaft sozialdemokratischer Frauen im Rhein-Neckar-Kreis, von 1994 bis 2003 stellvertretende Vorsitzende der SPD Rhein-Neckar und von 1999 bis 2001 Mitglied im Landesvorstand der SPD Baden-Württemberg. Außerdem ist sie Vorstandsmitglied der Carlo-Schmid-Stiftung sowie Gründungs- und Vorstandsmitglied der Deutsch-Israelischen Gesellschaft Pfalz in Speyer.
Am 4. Januar 2000 rückte Grünstein für Karl-Peter Wettstein in den Landtag von Baden-Württemberg nach. Bei den Landtagswahlen 2001, 2006 und 2011 erlangte sie das Zweitmandat des Wahlkreises 40 (Schwetzingen). Von 2000 bis 2011 war sie Mitglied im Petitionsausschuss, im Innenausschuss (davon zwei Jahre als Sprecherin der SPD-Fraktion) und im Umweltausschuss. Hier ist es ihr gelungen, mit der Unterstützung des Grünen Umweltminister Franz Untersteller Fracking in Baden-Württemberg zu verhindern. Im Mai 2011 wurde Rosa Grünstein von der SPD-Landtagsfraktion Baden-Württemberg zur stellvertretenden Fraktionsvorsitzenden gewählt. Zudem war Grünstein Sprecherin für Ausländer-, Migrations- und Integrationspolitik der SPD-Landtagsfraktion in Baden-Württemberg. Zur Landtagswahl 2016 trat sie nicht mehr an.

## Familie und Privates
Rosa Grünstein lebt in Altlußheim. Sie ist evangelisch, verwitwet und hat einen Sohn und eine Tochter und vier Enkelsöhne.
Von 1975 bis 1977 lebte sie in Lansing, Michigan, USA.
Mit ihrem verstorbenen Mann Gerhard Greiner, der Bürgermeister von Neulußheim war, gründete sie den „Kulturtreff Alter Bahnhof“ in Neulußheim.
Bei öffentlichen Lesungen, „Buch-T-ripp“, tritt sie seit vielen Jahrzehnten immer mit einem Partner auf. Auch als Vortragende von Couples in Berliner Mundart, begleitet von einem Pianisten, konnte man sie hören. Seit 1998 ist sie Dozentin an verschiedenen Volkshochschulen.
Im Juni 2019 wurde sie zur Präsidentin der Mozartgesellschaft Schwetzingen.gewählt.